# Туризм в Китае

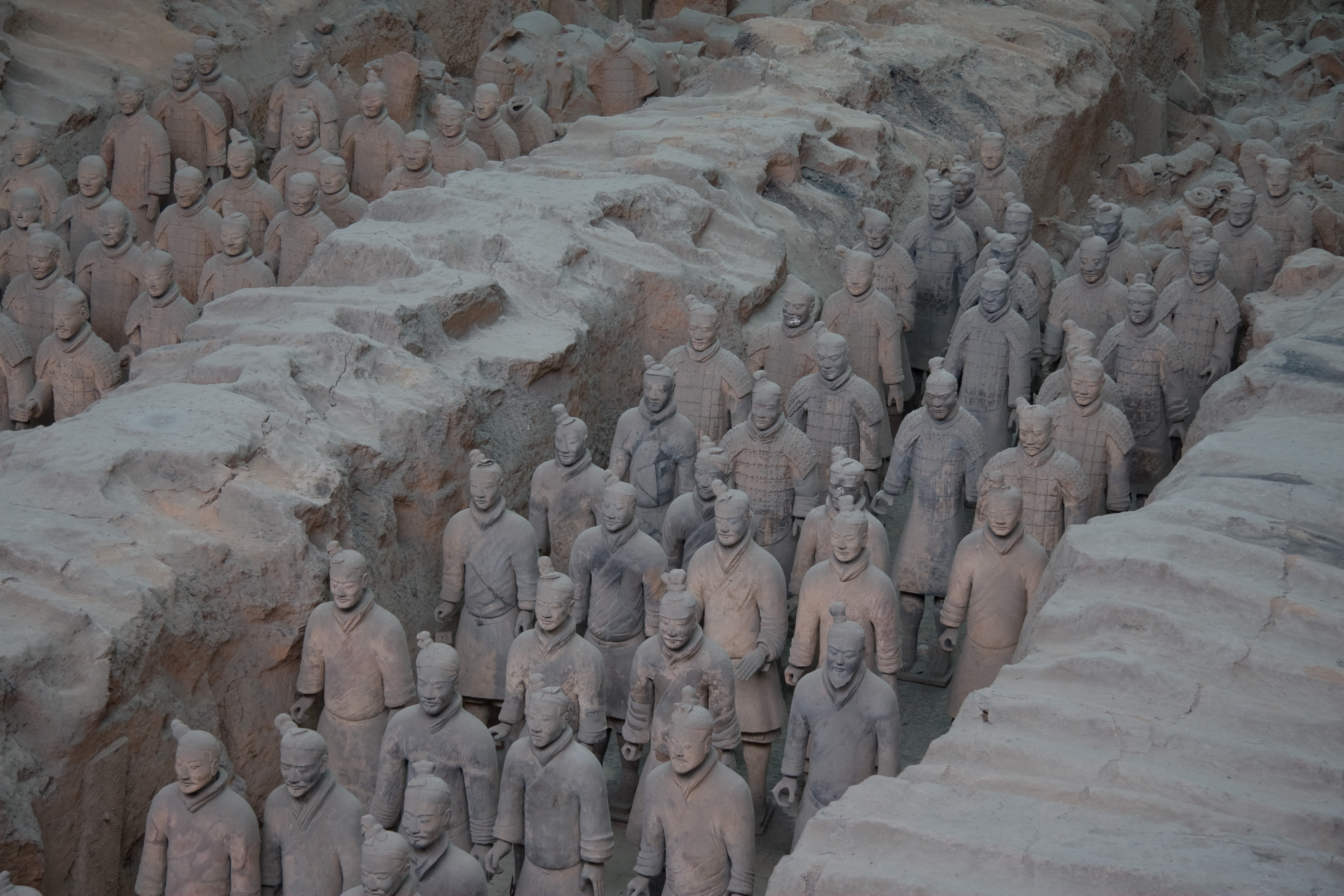
Терракотовая армия возле Сианя

Туризм в Китае является высокоразвитой отраслью экономики страны и в последние десятилетия быстро развивается. 
По численности туристов, посещающих страну, Китай занимает 4-е место в мире (согласно статистике Всемирной туристской организации ООН (UNWTO) по международному турпотоку, в 2017 году Китай с 60,7 млн посетителями занял четвёртое место после США, Испании и Франции).
До 2020 года китайские туристы тратили за рубежом больше всех в мире — 255 млрд долл. в год.

## Достопримечательности
Достопримечательности Китая можно разделить на три основные группы: природные объекты, памятники истории и культуры, и объекты национальных традиций.

### Природные объекты
Священные горы Китая, почитаемые в буддизме и даосизме, включают в себя пять вершин: гора Тайшань на востоке, гора Хэншань на юге, гора Хуашань на западе, гора Хэн на севере, и гора Суншань в центре Китая. Горный массив Тайшань, который проходит через центральную провинцию Шаньдун, неизменно вызывает восхищение у туристов. Гора Хуаншань на юге провинции Аньхой известна своими изящными соснами, скалами и горячими источниками.
Пользуются популярностью также национальный парк Цзючжайгоу в провинции Сычуань, водопады Хуангоушу в провинции Гуйчжоу, городской округ Гуйлинь в Гуанси-Чжуанском автономном районе, расположенный в живописнейшей местности с карстовыми образованиями (находится под охраной как национальный парк). Цзючжайгоу представляет собой долину, протянувшуюся более чем на 40 км через заснеженные горы, озера, водопады и леса. Группа водопадов Хуангоушу в Гуйчжоу состоит из 18 высокогорных водопадов и 4-х расположенных ниже, шум которых можно услышать на расстоянии до 5 км. Река Гуйцзян в Гуанси-Чжуанском автономном районе течёт между карстовых пиков на протяжении 82 км между Гуйлинь и Яншо.
Плато северного Китая славятся многочисленными озёрами, среди которых — озеро Тяньчи (Небесный бассейн) в Синьцзян-Уйгурском автономном районе, расположенное на высоте 1980 метров над уровнем моря, глубиной 105 метров, отличается кристально чистой водой и живописными пейзажами на берегах.
На реке Янцзы расположены Три ущелья — местность, сертифицированная Национальной администрацией туризма Китая по уровню 5А (высший уровень). Здесь расположено большое количество как природных, так и исторических достопримечательностей: Ущелье Цюйтан — строгое и величественное, ущелье У — глубокое и уединенное, Ущелье Силин полно отмелей и рифов. Здесь выстроена электростанция, одна из крупнейших в Китае.

### Памятники истории и культуры
Долгая история Китая оставила большое количество памятников, список городов Китая, наиболее привлекательных для туристов, включает 54 города. Великая Китайская стена является самым известным символом китайской нации и одной из главных туристических достопримечательностей. Для посещения туристов открыто более десяти участков Великой китайской стены, в том числе Бадалин в 75 километрах от Пекина, Лаолонтоу в провинции Хэбэй и Цзяюйгуань в провинции Ганьсу.
В провинции Ганьсу вдоль трассы Великого шёлкового пути расположены гроты с античными фресками и скульптурами. Наиболее известными из них являются пещеры Могао — 492 пещеры со статуями и фресками на стенах. Там находится более 2100 красочных статуй и 45 тысяч квадратных метров, выполненных на высоком художественном уровне. Близ города Лэшань находится статуя Будды, высеченная в скале, 71 метр в высоту и 28 метров в ширину — крупнейшее в мире каменное изваяние сидящего Будды.
В провинции Хэнань расположен Шаолинь, родина китайского дзен-буддизма, который славится боевым искусством шаолиньское ушу, построенный примерно в 495 г. н. э. Здесь можно увидеть фрески Пятисот архатов периода династии Мин и картины с изображениями борьбы кунфу периода династии Цинь. В провинции Хубэй расположены горы Уданшань, знаменитые своими даосскими монастырями и храмами. На западе провинции Сычуань расположены горы Эмэйшань — одна из четырёх священных гор китайских буддистов.
К югу от рек Янцзы, Сучжоу и Ханчжоу расположена живописная местность, где находится город Пинъяо провинции Шаньси, а также археологические памятники эпохи неолита и Луншаньской культуры возрастом 5-6 тысяч лет. Город Лицзян в провинции Юньнань является местом пересечения культур ханьцев, тибетцев и народности Бай. Город, построенный во время империи Сун (960—1279), имеет много каменных мостов, каменных арок и жилых домов, представляя собой своего рода музей под открытым небом.

### Национальные традиции
Среди традиций народов КНР известен обряд почитания буддийской богини милосердия народом бай в Дали, провинция Юньнань. Традиция ежегодно приносить жертвы в честь богини стала фестивалем, привлекающим множество туристов. 

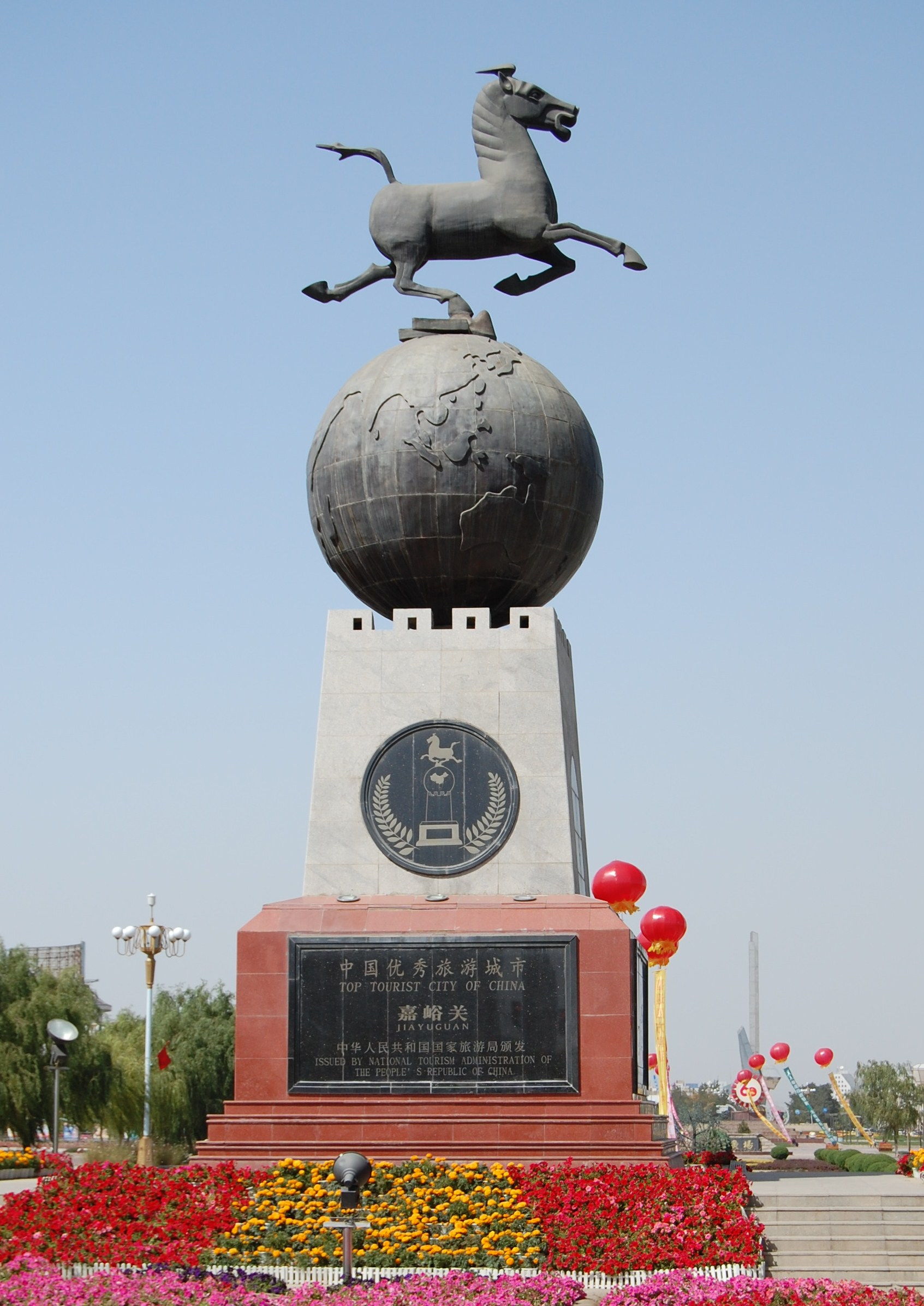
Памятник с «Летящей лошадью» лучшему туристическому городу Китая в Цзяюйгуань

В Сишуанбаньна-Дайском автономном округе, провинция Юньнань, каждую весну проводится фестиваль очищения водой народности Дай. Люди бегают друг за другом и обливаются водой (символом удачи и счастья), также проходят многие другие мероприятия, включая гонки на драгонботах и танцы павлинов.
Озеро Лугуху, расположенное на Юньнань-Гуйчжоуском нагорье в 202 км к северо-востоку от города Лицзян, между провинциями Сычуань и Юньнань, стало пользоваться популярностью у туристов после прокладки в этот район нового шоссе. Возле озера обитает 30-тысячное племя Мосо, живущее по традициям матриархата.

### Объекты Всемирного наследия
см. Список объектов Всемирного наследия ЮНЕСКО в Китае

## Внутренний туризм
Число внутренних туристических поездок в 2010 г. составило 1,61 млрд, с выручкой в 777,1 млрд юаней.

2020-е: Пандемия (и её карантинные меры) внесла существенные коррективы в ситуацияю — даже и после неё выездной туризм не восстановился и наполовину, зато возник бум внутреннего туризма, внутренний туризм реально стал важной частью китайской экономики.

## Туристическая индустрия

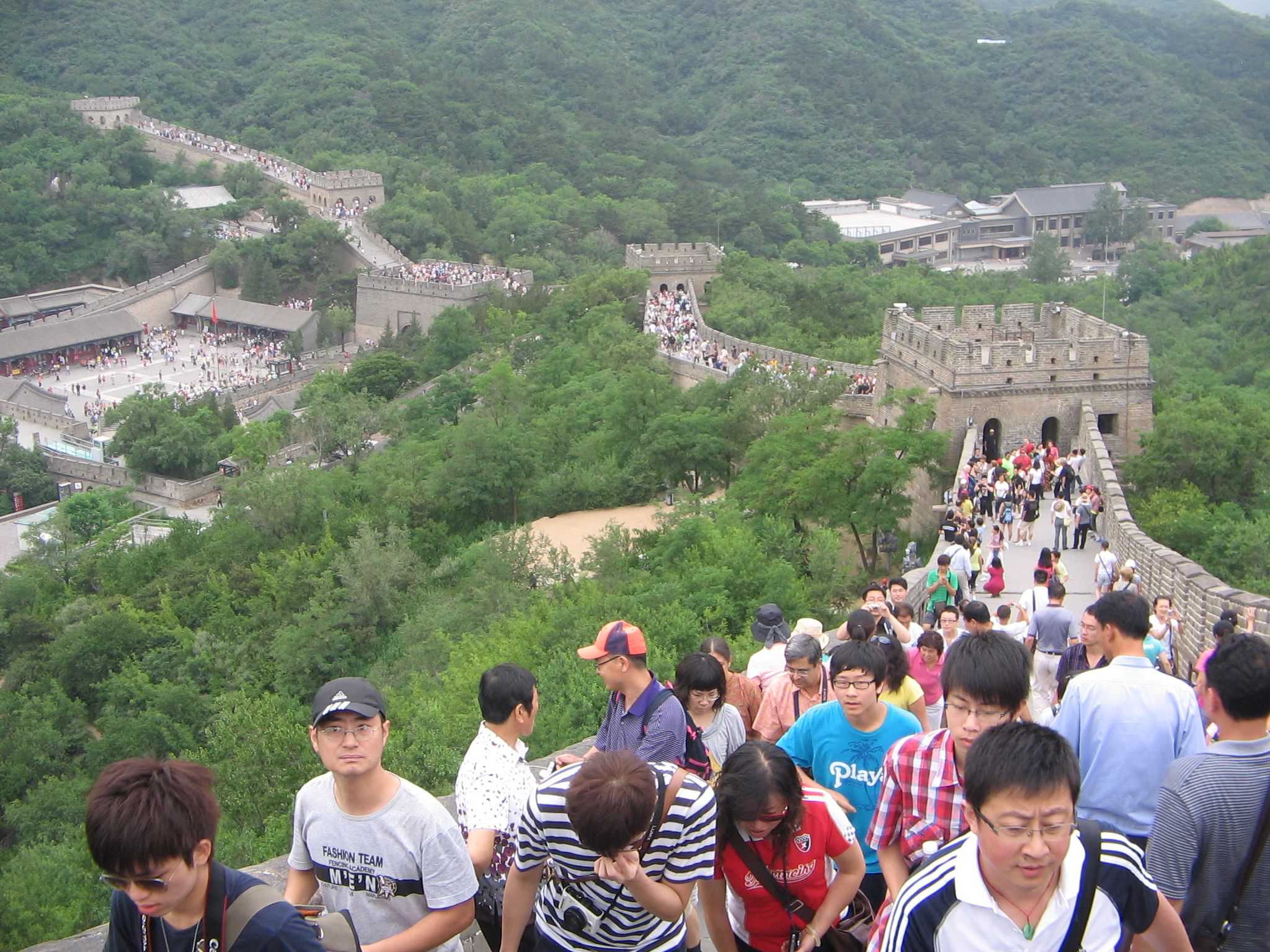
Туристы на Великой Китайской стене

Действует Национальное управление по туризму КНР; это управление присуждает китайским городам звание лучшего туристического города Китая. При этом, в городе, получившем это звание, нередко устанавливается памятник, изображающий статуэтку «Летящая лошадь» над земным шаром.
В Китае в настоящее время имеется 1364 международных туристических агентства, 249 из них расположены в Пекине, Шанхае, Тяньцзине и Чунцине.
12 июня 2003 года Китайская национальная туристская администрация и министерство торговли совместно опубликовали Временное положение о создании туристических агентств с участием иностранного капитала, включая 100%-е участие иностранного капитала.
18 июля 2003 года Китайская национальная туристская администрация утвердила регистрацию JALPAK International (China) Ltd — первой полностью принадлежащей иностранцам туристической компании; компания начала свою деятельность в Пекине, в основном для работы с японскими туристами.
А 1 декабря 2003 в Пекине была учреждена TUI China Travel Company — первое совместное предприятие в туриндустрии Китая, его контрольный пакет акций принадлежит Martin Buese China Limited и британской TUI Travel. Её китайским партнером является (?гос)компания «Китайская туристическая служба», которая имеет сеть из более чем 300 местных отделений.
На всей территории Китая было построено и сертифицировано по международным стандартам большое количество отелей и ресторанов, по состоянию на 2011 год в стране было 9751 отелей со «звездочным» рейтингом. Все крупные и средние города Китая располагают «звёздными» отелями.
Быстро развивается транспортная инфраструктура.

### Российское направление
У китайской туристической общественности есть такое понятие как «красный туризм» — места, связанные с советской военной, революционной историей, к этому проявляется большой интерес.
В 2000 году Россия и Китай заключили соглашение о безвизовом туризме. Соглашение позволяет организованным группам от 5 до 50 человек посещать соседнюю страну без виз.

## Галерея

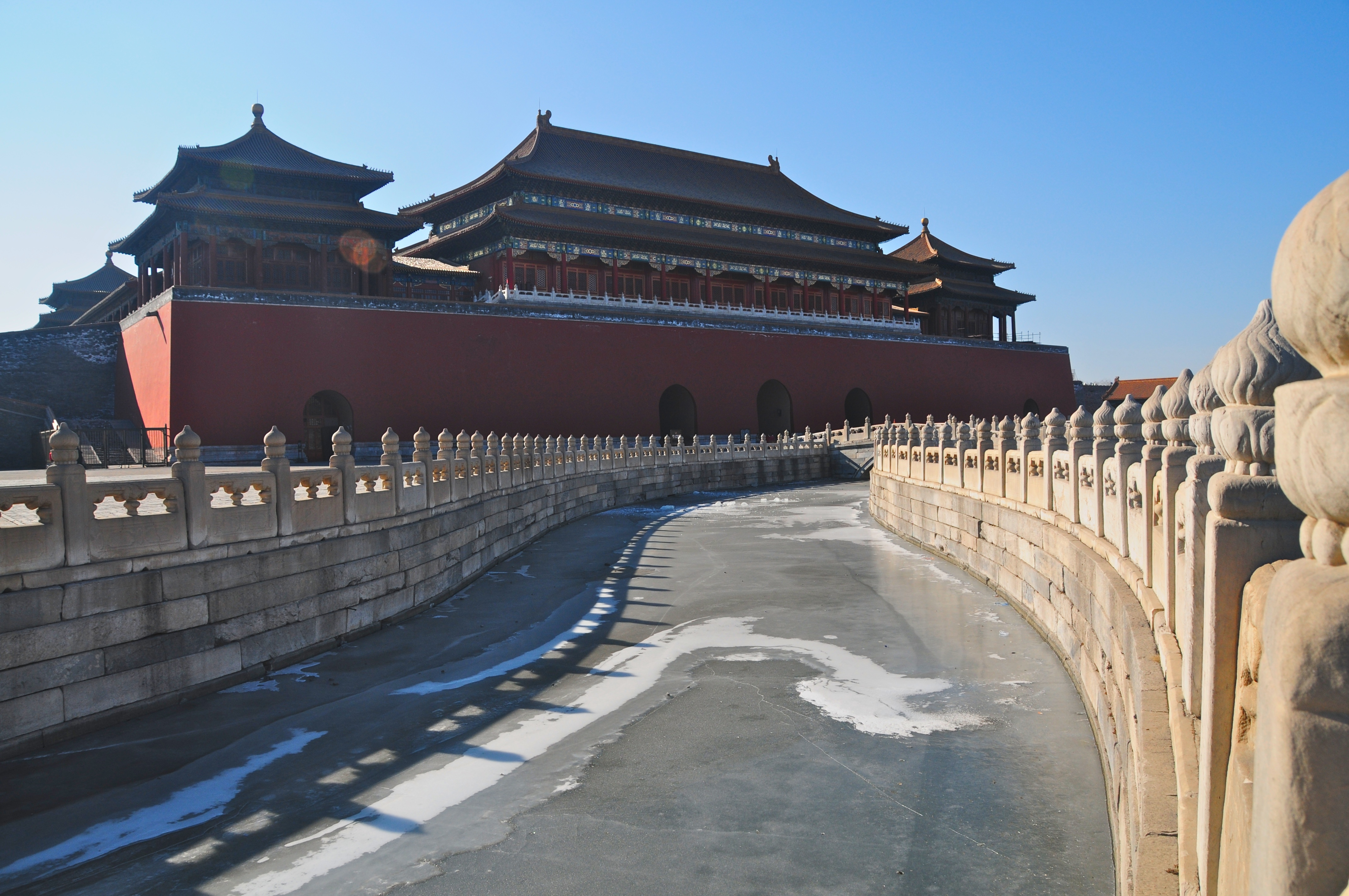
Запретный город, Пекин
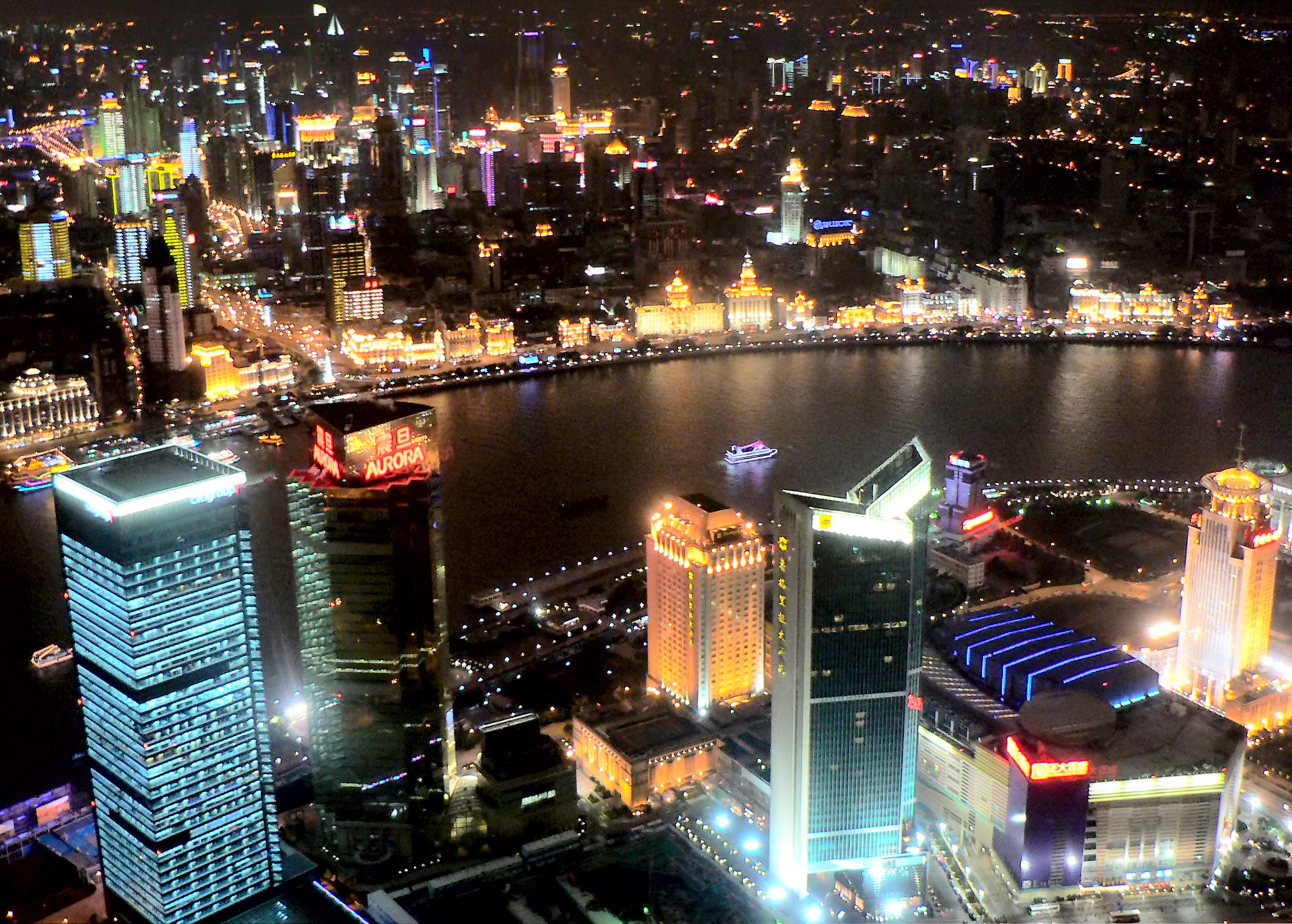
Ночной вид Шанхая
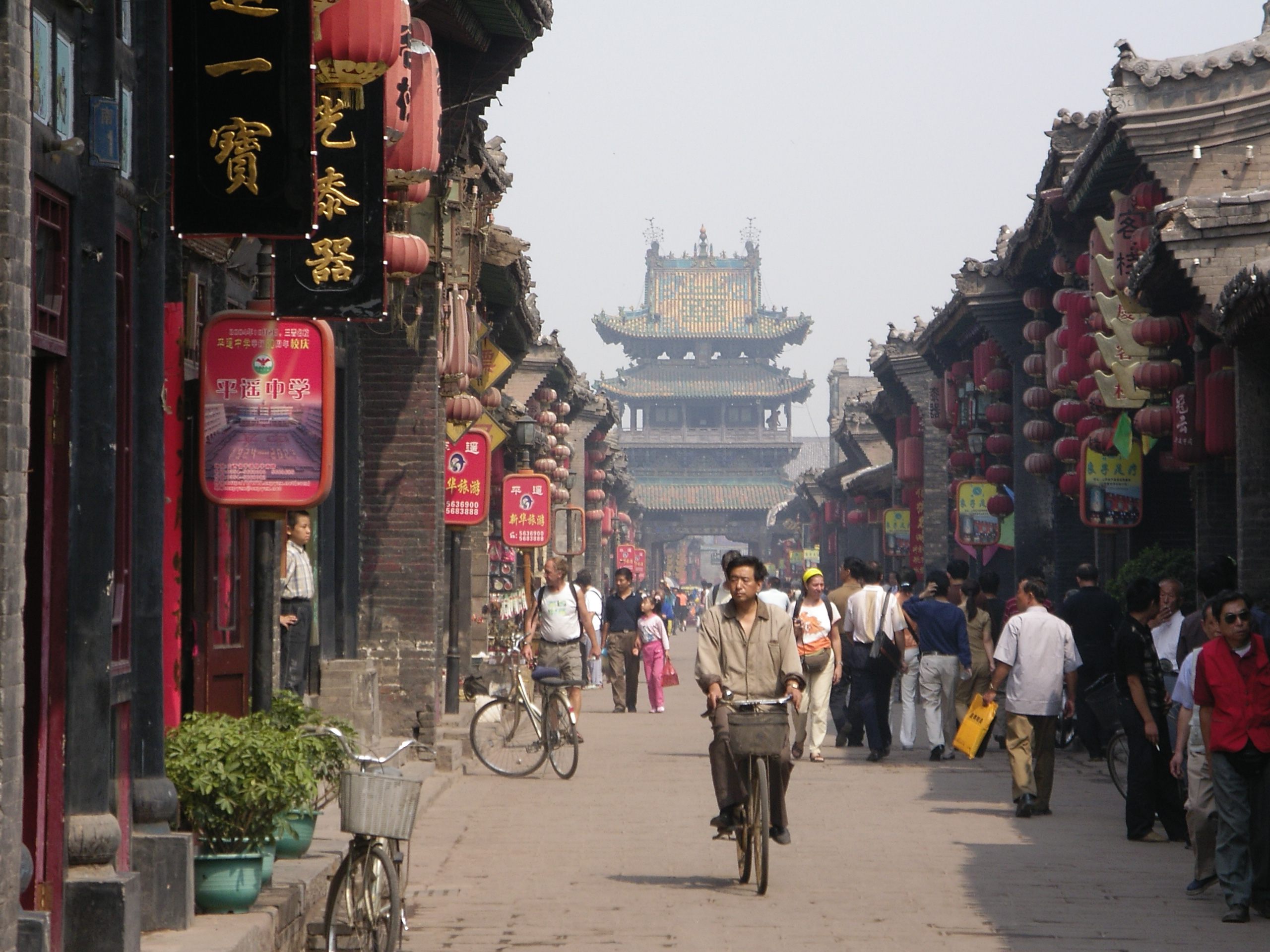
Пинъяо, провинция Шаньси
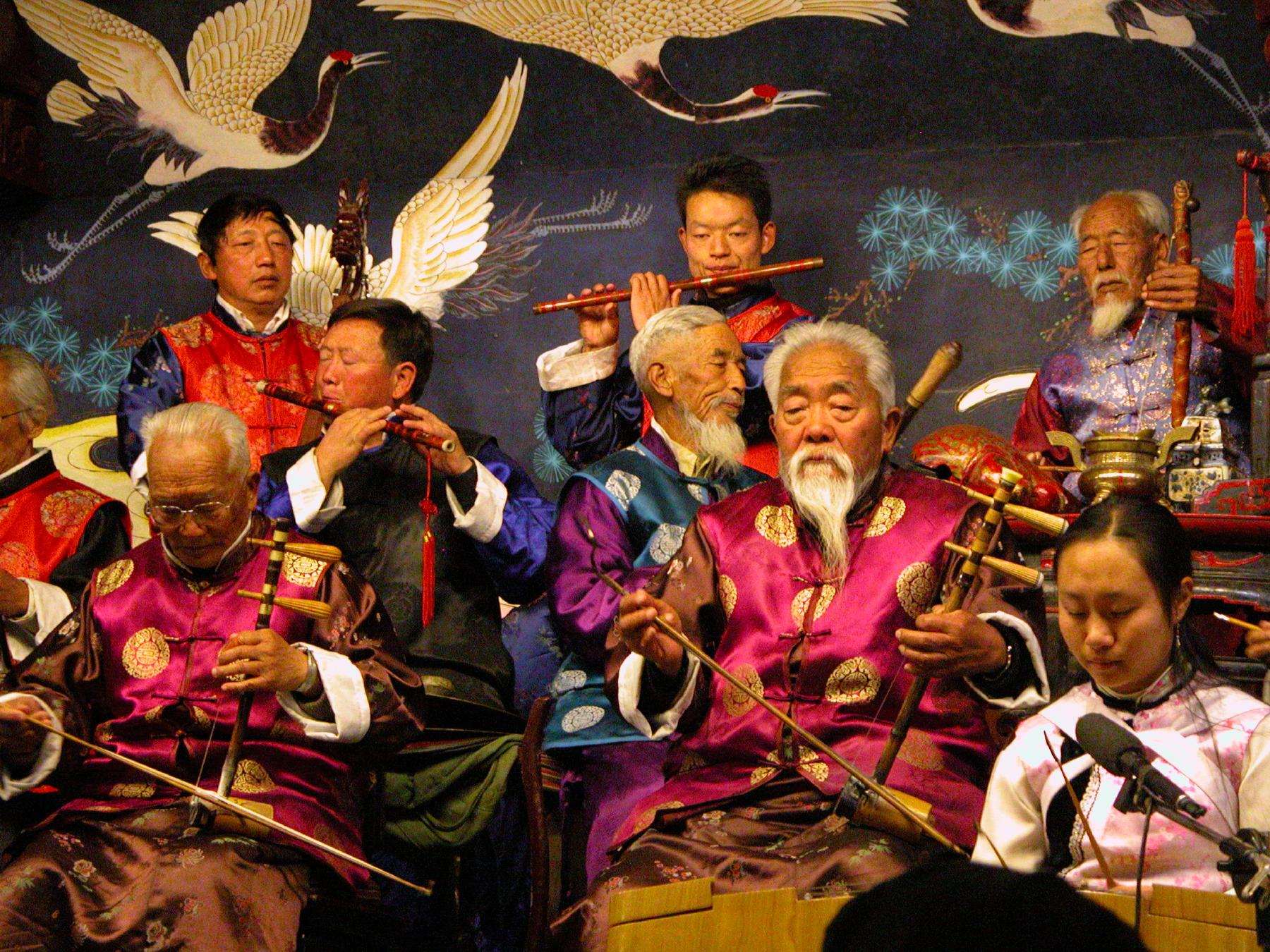
Уличные музыканты в Лицзяне, провинция Юньнань
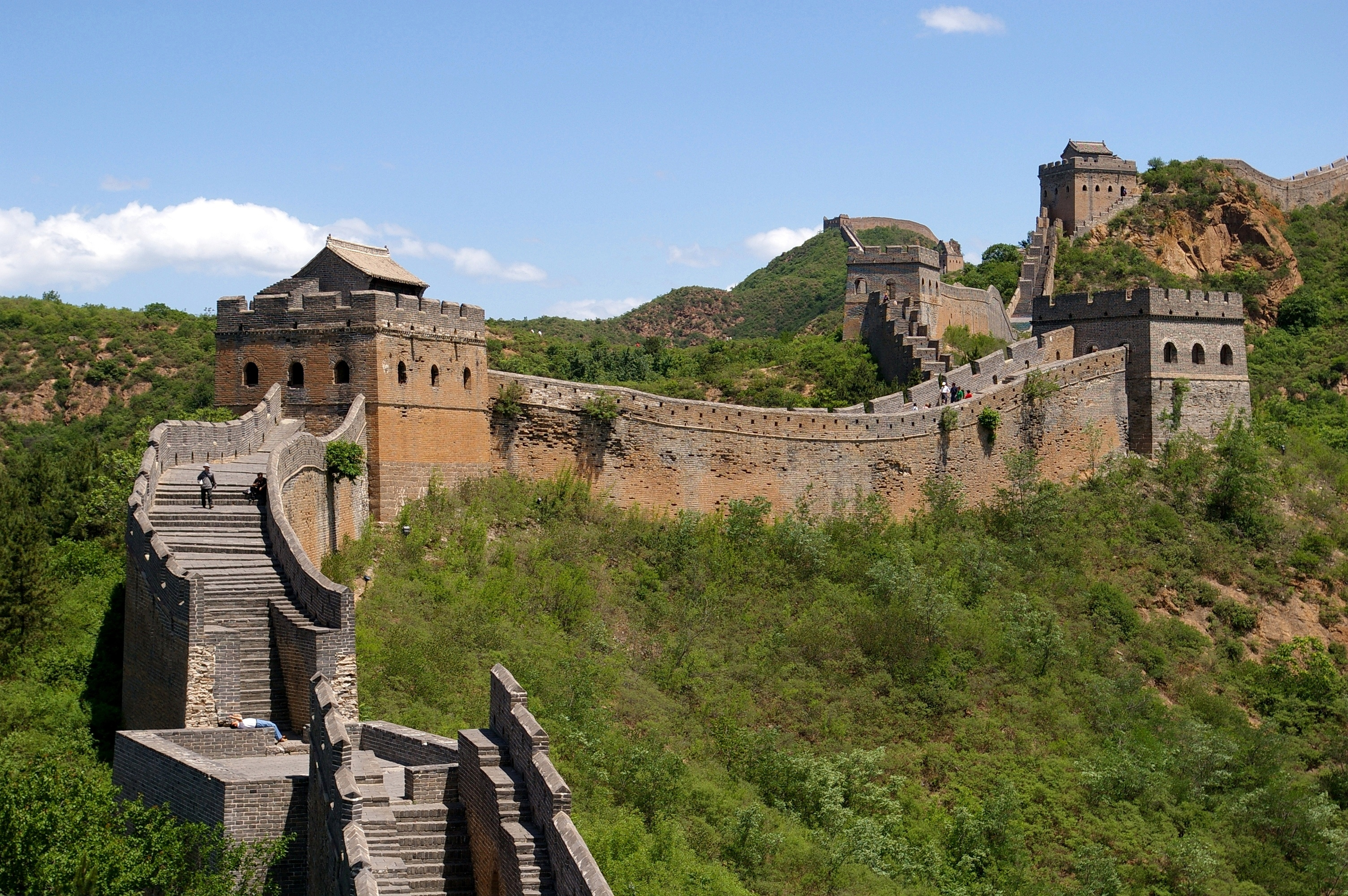
Фрагмент Великой китайской стены в провинции Хэбэй
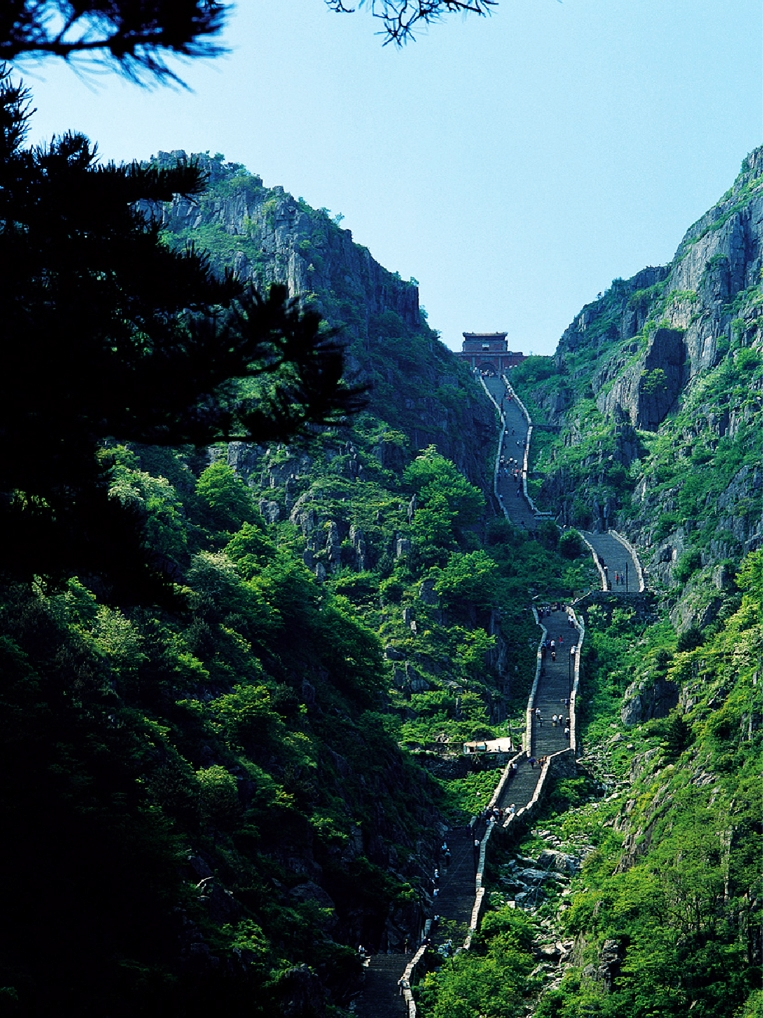
Тайшань, провинция Шаньдун
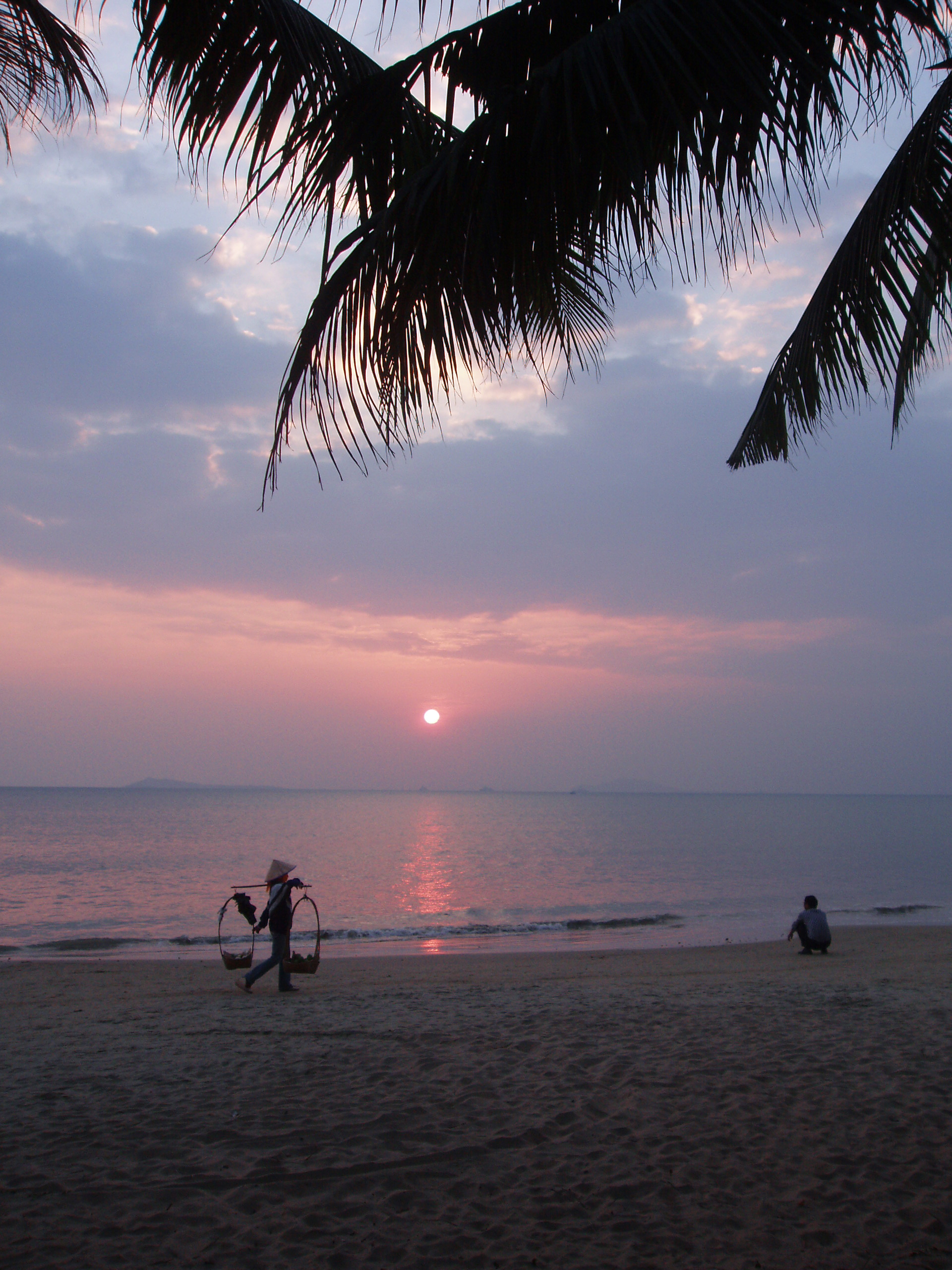
Восход солнца на острове Хайнань
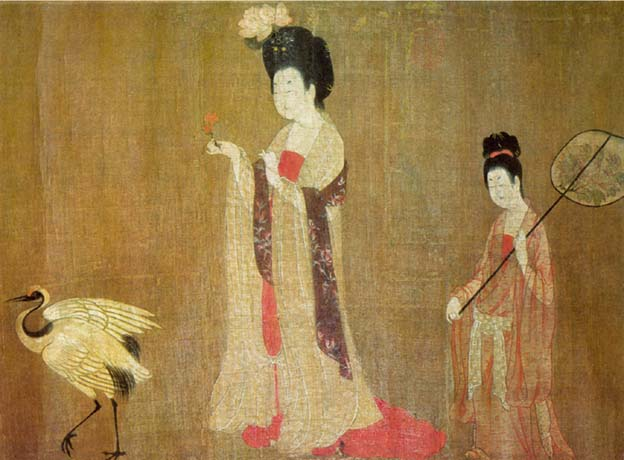
Придворные дамы с цветами, свиток Чжоу Фана, VIII век

## Статистика
В 2010 году Китай посетило 55,6 млн зарубежных туристов;
в 2011 году — 57,6 млн;
в 2017 году — 60,7 млн;
в 2019 году — 32 млн[уточнить].
В 2020—2021 гг. произошел спад, из-за пандемийных ограничений.
Поступления валюты от туризма в КНР в 2010 году составило 45,8 млрд долл. (4-е место в мире), в 2019 году — 131 млн долл..
Наибольший доход от туризма имеют города Шанхай (8,2 млрд долларов) и Пекин (5,2 млрд долларов), провинции Гуандун (20,5 млрд долларов), Цзянсу (4,7 млрд долларов), Гуанси (3,5 млрд долларов), Шаньдун, Аньхой и Фуцзянь (по 3,4 млрд долларов).